# Eupithecia cooptata
Eupithecia cooptata es una especie de polilla de la familia Geometridae. La especie fue descrita por primera vez por Karl Dietze, habiendo sido descrita en 1903, con distribución en Francia y España. Un sintipo fue descrito en el sur de Francia.
La longitud de las alas anteriores es de 11 milímetros (0,4 plg). Las orugas se alimentan de la planta Artemisia alba.